# Мери Клийв
Мери Луиз Клийв (на английски: Mary Louise Cleave) e американски инженер и астронавт от НАСА, участник в два космически полета.

## Образование
Мери Клийв завършва колежа Great Neck North High School в Ню Йорк през 1965 г. През 1969 г. се дипломира в Щатския университет, Форт Колинс, Колорадо като бакалавър по биоинженерство. През 1975 г. придобива магистърска степен по екология в университета на щата Юта в Лоуган. През 1979 г. защитава докторат по строително инженерство в същото висше учебно заведение.

## Служба в НАСА
Мери Клийв е избрана за астронавт от НАСА на 29 май 1980 година, Астронавтска група №9. Завършва общия курс на обучение през август 1981 г. Участва в два космически полета.

### Полети
Мери Клийв лети в космоса като член на екипажа на две мисии:
| Космически полети на Мери Луиз Клийв                           | Космически полети на Мери Луиз Клийв | Космически полети на Мери Луиз Клийв | Космически полети на Мери Луиз Клийв | Космически полети на Мери Луиз Клийв | Космически полети на Мери Луиз Клийв | Космически полети на Мери Луиз Клийв |
| №                                                              | Дата                                 | КК                                   | Емблема на мисията                   | Функции                              | Продължителност                      |                                      |
| -------------------------------------------------------------- | ------------------------------------ | ------------------------------------ | ------------------------------------ | ------------------------------------ | ------------------------------------ | ------------------------------------ |
| 1                                                              | 26 ноември 1985                      | „Атлантис“, мисия STS-61B            |                                      | Специалист на мисията                | 6 денонощия 21 часа 04 мин. 49 сек.  |                                      |
| 2                                                              | 4 май 1989                           | „Атлантис“, мисия STS-30             |                                      | Специалист на мисията                | 4 денонощия 00 часа 56 мин. 28 сек.  |                                      |
| Сумарно време в космоса – 10 денонощия 22 часа 01 мин. 17 сек. |                                      |                                      |                                      |                                      |                                      |                                      |

### Административна дейност
- От 2004 до 2007 г. Мери Клийв е Директор на научната дивизия в НАСА. Пенсионира се през април 2007 г.